# Chrysochloroma saturata
Chrysochloroma saturata là một loài bướm đêm trong họ Geometridae.